# Juan Velasco Damas
Juan Velasco (Sevilla, 17 de maig de 1976) és un exfutbolista professional andalús, que jugava com a lateral dret. Va jugar 213 partits a la màxima divisió espanyola. Posteriorment fa d'entrenador de futbol.

## Trajectòria
Va començar a destacar al filial del Sevilla FC, on havia arribat al 1996 provinent del Coria. Eixa mateixa 96/97 donaria el salt al primer equip. Els sevillans però, van perdre la categoria i Velasco va jugar-hi dues campanyes a la Segona Divisió, on es va fer amb la titularitat.
L'estiu de 1999 fitxa pel Celta de Vigo, on viu el seu millor moment professional. Amb els gallecs va disputar per les places altes de la classificació i va jugar competicions europees. Va ser titular en els 5 anys al Celta, tret d'una baixada la temporada 01/02. En esta època va debutar amb la selecció espanyola.
Al final de la temporada 03/04 el Celta baixa a Segona i Velasco recala a l'Atlètic de Madrid. Al quadre matalasser encara gaudiria d'un bon nombre de minuts, però serien campanyes més discretes que a Galícia. La 06/07 juga amb el RCD Espanyol abans de provar sort fora de la lliga espanyola, primer al Norwich City anglès i després al modest Panthrakikos FC grec. El gener de 2010 va fitxar per l'A.E. Larissa 1964. Es va retirar del futbol en juny de 2011, amb 34 anys, i en 2013 va debutar com a entrenador amb el Xerez CD B. El 31 d'octubre de 2015 va fitxat com a entrenador de l'Extremadura UD.

## Selecció espanyola
Velasco va ser cinc vegades internacional amb la selecció espanyola. Va formar part del combinat del seu país que va acudir a l'Eurocopa del 2000.